# Віденський економічний форум
Віденський економічний форум — міжнародний форум у Відні, створений у квітні 2004 року для розвитку економічного співробітництва і просування інвестицій у країнах від Адріатики до Чорного моря.
У форум входять, зокрема, Албанія, Болгарія, Боснія і Герцеговина, Північна Македонія, Молдова, Румунія, Сербія, Словенія, Туреччина, Хорватія, Чорногорія та Україна.